# Albano Guatti
Albano Guatti (Udine, 1950) è un artista e fotografo italiano.

## Biografia
Studia Estetica sotto la guida di Ermanno Migliorini, laureandosi in Storia del cinema all'Università degli Studi di Firenze.
Negli anni settanta, all'interno dell'ambiente artistico fiorentino, sperimenta vari mezzi come la poesia visiva, la fotografia concettuale e la Body Art, e viene influenzato dall'ambiente culturale e dagli artisti con cui entra in contatto, come Giuseppe Chiari (compositore).
Il suo percorso prosegue oltreoceano, a New York, dove presenta performance artistiche presso il MoMA PS1 e il L.A.I.C.A.. Nel corso degli anni successivi, continua a esplorare diverse forme artistiche, tra cui la fotografia concettuale e la produzione di libri fotografici su vari Paesi e la fotografia industriale, unendo l'aspetto commerciale a una ricerca più personale, da lui definita "fotografiafotografia".
Guatti si concentra principalmente sulla rappresentazione del corpo e del movimento attraverso l'uso di una tecnica fotografica descritta come "dinamicizzata", finalizzata a restituire l'instabilità e la molteplicità delle percezioni umane.
Nel 1997 Guatti ha ricevuto il Premio Friuli Venezia Giulia Fotografia, assegnato dal C.R.A.F. (Centro di Ricerca e Archiviazione della Fotografia) a fotografi e operatori culturali che abbiano apportato un contributo innovativo e originale al panorama della fotografia italiana.

## Esposizioni (selezione)
- Palazzo dei Diamanti, Ferrara (1980)[2]
- Les Rencontres d’Arles, Arles (1984)[8]
- Rosamund Felsen Gallery, Santa Monica CA (1993)[9]
- Galleria d’Arte Moderna, mostra personale, Bologna (2001)[10]
- Galleria d'Arte Moderna, Desire, Bologna (2002)[11]
- Galleria Lipanjepuntin, Roma (2006)[12]
- 54ª Esposizione Internazionale d’Arte - Biennale di Venezia, Padiglione Friuli Venezia Giulia (2011)[13]
- Il fuoco della natura, Salone degli incanti di Trieste (2012)[14]
- Still. Das Stilleben in der zeitgenössischen, NöART, St. Pölten (2015)[15]

## Opere
- Hearts, Charlottesville, Howell press, 1989, ISBN 0943231175.
- À Poil, con uno scritto di Vittorio Savi, Udine, Aviani, 1994, ISBN 88-7772-051-4.
- Negative Actions, 1974-1980, con scritti di Giuseppe Chiari e Paul McCarthy, A.G.P., 1995.
- Fotografiefotografie, con scritti di Carlo Arturo Quintavalle, Michael Sand, Ermanno Migliorini, A.G.P., 1995, ISBN 88-900409-8-X.
- Nudes, con uno scritto di Vittorio Savi, A.G.P., 1996.
- Coincidences 1981-91, con scritti di Aldo Castelpietra, Luca Ferro, Vittorio Savi, Udine, LitoImmagine, 1998.
- Performing & photographing 1974-80, Udine, E. & C., 1999, ISBN 88-900409-0-4.
- Fugitdigit, con uno scritto di Agnes Kohlmeyer, Udine, E. & C., 2000, ISBN 88-900409-2-0.
- Albano Guatti: fotografie 1974-2000 : Galleria d'arte moderna di Bologna, Villa delle Rose, 17 novembre 2001-6 gennaio 2002, Udine, E. & C., 2001, ISBN 88-900409-8-X.
- Sexuences, Trieste, Lipanjepuntin, 2003, OCLC 1260251151.
- Unanimated, Innsbruk, All Saints, 2015, ISBN 9783950401509.